# Seb Harris
Sebastian „Seb“ James Harris (* 5. August 1987 in Rochester, Michigan) ist ein US-amerikanischer Fußballspieler auf der Position eines Stürmers bzw. Abwehrspielers. Seit 2009 spielt er bei Northampton Town in der Football League Two, der vierthöchsten Spielklasse im englischen Fußball.

## Karriere

### Karrierebeginn in Michigan
Nachdem Harris im Fußballteam der Lake Orion High School in Lake Orion aktiv war und parallel dazu auch im Vardar-Michigan Soccer Club, einem lokalen Ausbildungsverein im Bundesstaat Michigan, spielte, wurde er im Jahre 2006 von der Oakland University aufgenommen. In der High School und beim Jugendklub noch als Mittelfeldspieler, wurde Harris in der Herrenfußballmannschaft an der Universität, den Oakland Golden Grizzlies, zu einem Stürmer umfunktioniert. Der aufgrund seines Talents – er war vierfacher Letterman, Mannschaftskapitän als Senior, sowie als Senior im All-State Second Team und im All-Region Team – an die Oakland University. In seinem ersten Jahr an der Universität wurde Harris lediglich in acht Meisterschaftsspielen eingesetzt, in denen er einen Treffer erzielte sowie einen weiteren für seine Teamkollegen vorbereitete. Im darauffolgenden Spieljahr 2007 wurde er aufgrund seiner Leistung ins All-Summit-League Second Team gewählt, da er bei 18 absolvierten Spielen sechs Tore erzielte und zwei Vorlagen machte. 2008 stellte er sein Können auch als offensiver Mittelfeldspieler unter Beweis. Dabei spielte er in all den 19 Meisterschaftsspielen, in denen er zum Einsatz kam, von Beginn an, erzielte fünf Tore und gab sechs Assists. Mit der Anzahl an Assists führte er sein Team an und war gleichzeitig Zweiter innerhalb der Summit League.

### Zeit bei den Michigan Bucks
Noch während seiner Zeit an der Universität kam Harris in der spielfreien Zeit bei den Michigan Bucks, einem Team aus der viertklassigen USL Premier Development League (PDL), zum Einsatz. Dabei wurde er in 14 Meisterschaftsspielen eingesetzt, erzielte dabei ein Tor und machte zwei Torvorlagen für seine Teamkollegen. Mit 30 Schüssen war er einer der offensivstärksten Spieler des Teams. Sein Debüt für die Bucks gab Harris am 16. Mai 2009 im Spiel gegen Kalamazoo Outrage. Beim Heimspiel im Komlex der Ultimate Soccer Arenas spielte der Offensivakteur von Beginn an und erzielte in der zehnten Spielminute nach Vorlage von Mauro Fuzetti das Tor zur 1:0-Führung seiner Mannschaft. Das Spiel endete nach einem Tor durch Tom Oatley in einem 1:1-Remis.

### Wechsel nach England
Nach einem Probetraining unterzeichnete Harris am 3. August 2009 einen Halbjahresvertrag beim englischen Viertligisten Northampton Town. Grund für seine Verpflichtung waren vor allem seine zwei Tore, die er in einem Freundschaftsspiel erzielte. Sein Profidebüt gab der damals 22-Jährige jedoch erst am 21. November 2009, als er beim 2:2-Heimremis gegen Crewe Alexandra in der 85. Minute für den Spieler des Abends Adebayo Akinfenwa eingewechselt wurde. Seinen ersten Pflichtspieltreffer für Northampton Town erzielte Harris bei seinem vierten Ligaeinsatz, als er am 27. Februar 2010 beim Heimsieg über Cheltenham Town in der 85. Spielminute zum 2:1-Siegestreffer traf, nachdem er selbst erst in der 64. Minute für Akinfenwa auf das Spielfeld kam. Nach neun Ligaeinsätzen und einem Tor beendete Harris die Saison 2009/10 mit der Mannschaft auf dem elften Tabellenplatz.
In der Spielzeit 2010/11 kam der 1,91 m große Stürmer bis dato (Stand: 2. November 2010) in vier Ligapartien zum Einsatz, in denen er allerdings torlos blieb. Zuvor verlängerte er im Mai 2010 seinen auslaufenden Vertrag um ein weiteres Jahr bis 2011. Noch vor Saisonbeginn wurde Harris von Trainer Ian Sampson zu einem Innenverteidiger umgeschult und kommt seitdem als solcher zu sporadischen Kurzeinsätzen. Am 29. Oktober 2010 wurde Harris' leihweiser Wechsel für einen Monat zu den Stafford Rangers in die sechstklassige Conference North bekanntgegeben. Nach einem Monat wurde der Vertrag schließlich bis Anfang Januar 2011 verlängert. Am 11. Februar 2011 wurde ein weiterer einmonatiger Wechsel Harris' zu Nuneaton Town bekanntgegeben, die ihren Spielbetrieb ebenfalls in der Conference North haben. Dort absolvierte der US-Amerikaner fünf Meisterschaftsspiele, erzielte einen Treffer und trat danach wieder die Rückkehr zu seinem Stammverein Northampton Town an, bei dem er ab der danach wieder vereinzelt in Ligapartien eingesetzt wurde.

## Erfolge
Lake Orion High School
- Vierfacher Letterman
- All-State Second Team als Senior
- All-Region Team als Senior